# 仵德厚
仵德厚（1908年4月12日—2007年6月6日），中国陕西三原县人，曾任国民革命军少将师长,去世前为陕西省泾阳县政协委员。1926年加入冯玉祥西北军，参加过的战斗以台儿庄會戰最为出名、以武汉外围的战斗最为残酷。
经其上司第二集团军总司令孙连仲做媒，与孙连仲好友、河北望族苏伯言之女苏志敬结为连理。苏志敬是一位传统的中国妇女，三年大饥荒，她独身带领三个儿女回夫家，她说 就是死也要死在夫家。另传苏伯言之父曾为清朝翰林院学士。

## 生平
1908年，仵德厚出生在三原县一个商人家庭，兄妹4人，他排行老大。父亲在一个名为“怡丰汇”的商号裏做徒工，供一家6口人艰难度日。因军阀混战，刚刚考入三原师范学校的仵德厚被迫停学。
1926年，冯玉祥部队在陕招募学生兵，加上当时父亲破产，考入三原师范学校的仵德厚加入西北军。
1930年西北军解体之后随残部并入国民革命军第30军，曾参与对江西中央苏区的围剿。
1938年台儿庄战役时任第二集团军30师89旅176团第三营营长，参加台儿庄战役，率部收复台儿庄西北城角。时任第三十军三十一师上校参谋处主任的屈伸在其《台儿庄大战纪实》一文中记述了仵（许）德厚在台儿庄战役中的战功：“战局总算稳定了。许（仵）德厚营来增援台儿庄战斗，令他们全力击灭城西北角之敌。窜入城西北角之敌附有步兵平射炮。在我火力猛攻下，他们蜷伏于城下我方构筑的掩蔽部，以其洞口是向城内敞开，有以门板、家具作掩护休，被我严密监视困伏两日，军食断绝，死亡枕藉，有被打着火的木板家具烧死者，于三十一日夜，狼突家奔，毫无进展，乃冒死突围。我遂收复了西北城角。敌遗尸十余具，被烧死者二、三人，生俘敌伤兵二人。”
1948年7月至1949年4月解放军围攻太原时，任中華民國陸軍第30军27师少将副师长率所部驻守太原，配合27师师长戴炳南向阎锡山告密并瓦解了其老上司、抗日名将和國军功臣30军中将军长黄樵松投奔人民解放军的计划。黄樵松将军因此被捕押往南京后被国民政府处死，同时被杀害的还有与其谈判起义计划的人民解放军8纵参谋处长晋夫等两名干部。值得一提的是，晋夫是代替时任8纵政治部主任的胡耀邦前往谈判的。仵德厚因此被国民政府提拔为27师师长，太原战役也因此持续了更长的时间增加了双方和平民百姓更多的伤亡后，方以解放军攻克太原城而结束；因而仵德厚城破被俘后，被太原市军事管制委员会特别法庭判有期徒刑十五年；戴炳南则被判处死刑褫夺公权终身。
1959年，仵德厚服刑十年提前释放，服刑期间仵德厚认罪表现积极。服刑后又被指定到山西省太原东台堡太原砖厂当工人，并没有获得完全的自由。
1975年，毛泽东签署发布「凡在国民党县团级以上军警宪特一律释放，与家人团聚」的命令，仵德厚得以返回家乡，但他父亲及夫人在不久前均已去世。结婚30多年，仵德厚和夫人在一起生活的时间不到两年。获释之后，仵德厚一直居住于陕西省泾阳县龙泉乡雒仵村，过着清苦的农耕生活。
1986年，仵德厚被推舉为县政协委员。
因2003年作家方军及2004年凤凰卫视的报道，仵德厚的事迹引发国内外相关讨论与关注。
仵德厚於2007年4月初因前列腺疾病與肺炎住進泾阳县人民医院。同年6月6日下午2时15分，仵在泾阳县龙泉乡雒仵村家中去世，6月10日举行遺體告别式。包括中国国民党名誉主席连战在内的两岸各界人士均送来花圈挽联或悼词。